# Смардзево (Плоцький повіт)
Смардзево (пол. Smardzewo) — село в Польщі, у гміні Старожреби Плоцького повіту Мазовецького воєводства.
Населення — 128 осіб (2011).
У 1975-1998 роках село належало до Плоцького воєводства.

## Демографія
Демографічна структура станом на 31 березня 2011 року:
|          | Загалом | Допрацездатний вік | Працездатний вік | Постпрацездатний вік |
| -------- | ------- | ------------------ | ---------------- | -------------------- |
| Чоловіки | 64      | 18                 | 44               | 2                    |
| Жінки    | 64      | 18                 | 36               | 10                   |
| Разом    | 128     | 36                 | 80               | 12                   |